# Thanh Nguyên, Cát An
Thanh Nguyên (chữ Hán giản thể: 青原区, âm Hán Việt: Thanh Nguyên khu) là một quận thuộc địa cấp thị Cát An, tỉnh Giang Tây, Cộng hòa Nhân dân Trung Hoa. Quận này có diện tích 914,6 ki-lô-mét vuông, dân số 130.000 người. 

## Hành chính
Thanh Nguyên được chia ra làm 9 đơn vị hành chính cấp hương, gồm 2 nhai đạo, 6 trấn và 1 hương dân tộc. Ngoài ra quận này còn quản lí 2 đơn vị tương đương cấp hương khác
- Nhai đạo: Hà Đông (河东街道), Tân Giang (滨江街道)
- Trấn: Thiên Ngọc (天玉镇), Trực Hạ (值夏镇), Tân Vu (新圩镇), Phú Than (富滩镇), Phú Điền (富田镇), Văn Pha (文陂镇)
- Hương dân tộc của người Xa: Đông Cố (东固畲族少数民族乡)

Đơn vị ngang cấp hương khác
- Khu khai phát kinh tế Hà Đông (青原区河东经济开发区)
- Khu khai khẩn Đông Cố (东固垦殖场)